# Hindley (Northumberland)
Hindley – osada w Anglii, w hrabstwie Northumberland, w civil parish Stocksfield. Leży 21 km na zachód od miasta Newcastle upon Tyne i 398 km na północ od Londynu.